# Caryomyia glebosa
Caryomyia glebosa är en tvåvingeart som beskrevs av Gagne 2008. Caryomyia glebosa ingår i släktet Caryomyia och familjen gallmyggor. Inga underarter finns listade i Catalogue of Life.